# Anju-si
Anju-si es una ciudad norcoreana ubicada en la provincia de P'yŏngan del Sur, sita en las coordenadas 39°37′N 125°40′E / 39.62, 125.66. Según datos de 1987, su población se estimaba en 186.000 habitantes.
La principal atracción turística es el río Ch'ongch'on, que fluye a través de la ciudad hasta desembocar en el mar Amarillo en Sinanju.